# Mohamed Hany
Mohamed Hany Gamal Al-Demirdash (sinh ngày 25 tháng 1 năm 1996 ở Cairo) là một hậu vệ phải bóng đá người Ai Cập thi đấu cho Al-Ahly của Ai Cập.
Hany là sản phẩm của hệ thống trẻ Al-Ahly.

## Thống kê sự nghiệp
Tính đến ngày 28 tháng 1 năm 2024.
| Ai Cập    | Ai Cập | Ai Cập |
| Năm       | Trận   | Bàn    |
| --------- | ------ | ------ |
| 2016      | 2      | 0      |
| 2017      | 0      | 0      |
| 2018      | 0      | 0      |
| 2019      | 4      | 0      |
| 2022      | 2      | 0      |
| 2023      | 2      | 0      |
| 2024      | 7      | 0      |
| Tổng cộng | 17     | 0      |